# Ivo Ulich
Ivo Ulich (Opočno, República Txeca, 5 de setembre de 1974) és un exfutbolista txec. Va disputar vuit partits amb la selecció de la República Txeca.